# British Phonographic Industry
British Phonographic Industry (BPI) är en brittisk inspelningsorganisation. Över hundra musikföretag finns med i British Phonographic Industry, bland annat de fyra största skivbolagen Warner Music Group, EMI, Sony Music Entertainment och Universal Music Group.